# Lijst van oorlogsmonumenten in Flevoland

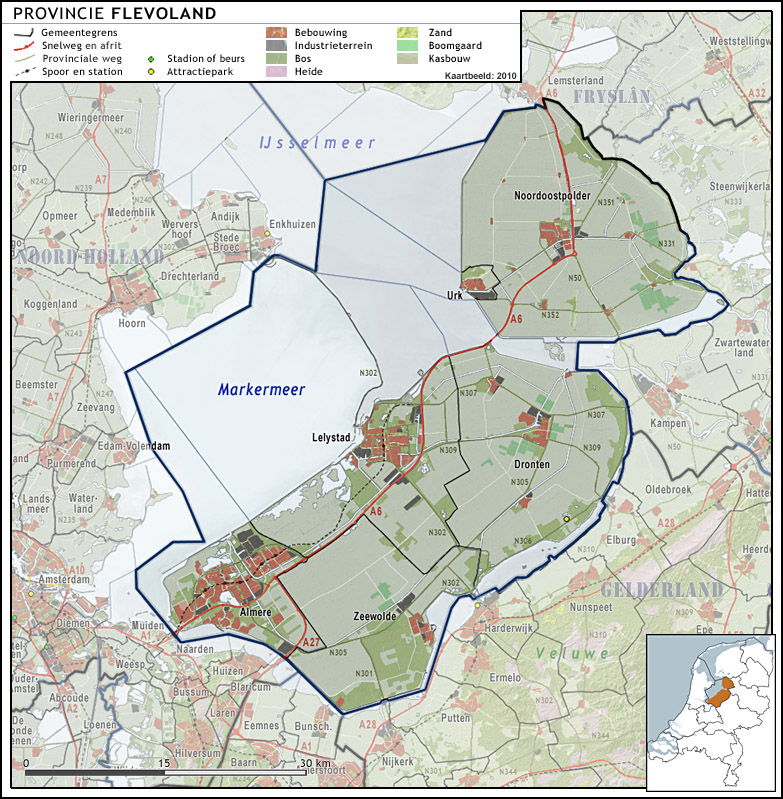
Flevoland

In de volgende gemeenten in Flevoland bevinden zich oorlogsmonumenten:
- Almere
- Dronten
- Lelystad
- Noordoostpolder
- Urk
- Zeewolde